# Dolichopus fulgidus
Dolichopus fulgidus är en tvåvingeart som beskrevs av Carl Fredrik Fallén 1823. Dolichopus fulgidus ingår i släktet Dolichopus, och familjen styltflugor. Arten är reproducerande i Sverige.